# 贾鑫尧
贾鑫尧（1995年2月21日—），是一名中国足球运动员，司职守门员。目前效力于中甲球队武汉卓尔。

## 俱乐部生涯
贾鑫尧出道于武汉卓尔青训系统。曾任卓尔U17梯队队长，2012年10月加入足协留葡计划并前往葡萄牙，但很快就因为受到卓尔一队征召以及全运会的任务而回到国内。2013年全运会乙组比赛代表湖北队担任主力门将出场，曾有过在一场点球大战中扑出3个点球的表现。2014年进入武汉卓尔一线队名单但并未在联赛中出场。同年入选中国国家U-19青年队并参加亚洲青年锦标赛。
2016年4月14日在足协杯对阵武汉宏兴，贾鑫尧第一次代表武汉卓尔一线队出场。2016年10月15日中甲联赛第29轮，迎来职业生涯首秀，代表武汉卓尔2-1逆转击败浙江毅腾。